# Dworp
Dworp är en ort i Belgien.   Den ligger i provinsen Flamländska Brabant och regionen Flandern, i den centrala delen av landet, 14 km söder om huvudstaden Bryssel. Dworp ligger 48 meter över havet och antalet invånare är 5 319.
Terrängen runt Dworp är platt. Runt Dworp är det tätbefolkat, med 659 invånare per kvadratkilometer.. Närmaste större samhälle är Bryssel, 13,8 km norr om Dworp. 
Trakten runt Dworp består till största delen av jordbruksmark.